# Grecia en los Juegos Olímpicos de Innsbruck 1976
Grecia estuvo representada en los Juegos Olímpicos de Innsbruck 1976 por cuatro deportistas masculinos que compitieron en dos deportes.
El portador de la bandera en la ceremonia de apertura fue el esquiador alpino Spyros Theodorou. El equipo olímpico griego no obtuvo ninguna medalla en estos Juegos.